# Dobrivoje Trivić
Dobrivoje Trivić (szerb cirill betűkkel: Добривоје Тривић; Ševarice, 1943. október 26. – Újvidék, 2013. február 26.) Európa-bajnoki ezüstérmes szerb labdarúgó. 

## Pályafutása

### A válogatottban
1966 és 1969 között 13 alkalommal szerepelt a jugoszláv válogatottban. Részt vett az 1968-as Európa-bajnokságon.

## Sikerei, díjai
FK Vojvodina
- Jugoszláv bajnok (1): 1965–66

Olympique Lyon
- Francia kupa (1): 1972–73
- Francia szuperkupa (1): 1973

Jugoszlávia
- Európa-bajnoki döntős (1): 1968